# Rechten van Natuur
Rechten van de Natuur of ook wel Rechten van de Aarde is een juridische en filosofisch concept dat de rechten beschrijft van ecosystemen en soorten (planten en dieren), volgens sommigen vergelijkbaar met het concept Rechten van de mens. Op de grens van milieurecht en klimaatrechtspraak ontstaat een geheel nieuwe rechtsgrond bij het erkennen van de rechten van het natuurlijk milieu zelf, of onderdelen ervan zoals de rechten van een rivier, een landschap, of de lucht. Bij uitbreiding horen ook planten rechten te hebben. De motivatie loopt enigszins parallel met die voor dierenrechten.
In de jaren 70 kwam het principe in de Verenigde Staten aan de orde: in 1972 was een rechter bij het Hooggerechtshof van de Verenigde Staten van oordeel dat planten en ecologische entiteiten een juridisch belang konden hebben., en publiceerde Christopher D. Stone, zoon van onderzoeksjournalist I.F. Stone, zijn theorie over de rechten van onder meer bomen. Als aan bedrijven rechten worden toegekend, zo redeneerde hij, dan ook aan natuurlijke objecten zoals bomen.  

## Rechten van Natuur in wetten
Vanaf het jaar 2000 groeide het aantal wetten en uitspraken van rechters waarin rechten van natuur zijn vastgelegd. In 2006 erkende de eerste VS-gemeente de rechten van de natuur binnen haar grenzen. In Ecuador werden de rechten van de natuur in 2008 in artikel 71 van de grondwet opgenomen, een wereldprimeur in het milieurecht. In 2012 keurde het Boliviaanse parlement de Ley de Derechos de la Madre Tierra (“Wet Rechten van Moeder Aarde”) goed. De rivier als rechtssubject stond centraal bij klimaatgerelateerde rechtszaken in Colombia in 2018. De volgende voorbeelden zijn er maar een paar: de Verenigde Naties heeft in 2019 erkend dat 'Earth Jurisprudence' de snelst groeiende juridische beweging van de 21e eeuw is. Op de website van het 'Harmony with Nature' programma van de Verenigde Naties kun je een overzicht vinden van de landen die dit concept hebben vastgelegd.

### Verdragen

#### Nieuw-Zeeland
In 2017 is een verdrag met de Maori getekend dat de rivier Whanganui als een rechtspersoon erkent.

### Gerechtelijke uitspraken

#### Bangladesh
In 2019 deed het Hooggerechtshof in Bangladesh een uitspraak betreffende de vervuiling en illegale ontwikkelingen langs de rivier Turag die deel uitmaakt van het stroomgebied van de rivier Buriganga. In haar oordeel erkende het Hooggerechtshof de rivier als een levende entiteit met rechten en dat dit betekent dat deze uitspraak van toepassing is op alle rivieren in Bangladesh. Het gerecht beval de Nationale Rivierbeschermingscommissie om als beschermer van de Turaq en andere rivieren op te treden.

## Bewegingen

### Nederland
In Nederland wordt er sinds 2015 in toenemende aandacht gevraagd voor en onderzoek gedaan naar het concept Rechten van de Natuur door diverse kennisinstellingen en maatschappelijke initiatieven, zoals het Parlement van de Dingen (2015) en de Ambassade van de Noordzee (2018), die is opgericht vanuit het uitgangspunt dat de Noordzee van zichzelf is. Sinds 2024 bestaat er ook een 'Stichting Rechten van de Natuur' die het concept actief uitdraagt en wil ondersteunen. De Stichting heeft een overzicht gepubliceerd van alle Rechten voor de Natuur initiatieven in Nederland. Twee voorbeelden: in Nederland is de petitie 'Maas in de wet'  van de organisatie Maas Cleanup om rechten aan de rivier de Maas toe te kennen op dinsdag 29 maart 2022  aangeboden aan de Tweede Kamer. In 2022 is de stichting Bos dat van Zichzelf is opgericht die ernaar streeft om als eerste in Nederland rechten te geven aan een stuk bos.

## In de media
Sinds 2015 verschijnen er regelmatig berichten in de Nederlandse media  over Rechten van de Natuur, vaak in relatie tot de Nieuw-Zeelandse Whanganui-rivier die een rechtspersoon werd. De documentaire Rights of Nature: A Global Movement  , geregisseerd door Isaac Goeckeritz, Hal Crimmel en Valeria Berros verkent de uitdagingen van het creëren van nieuwe juridische structuren om Rechten van Natuur te regelen. In 2023 en 2024 is er in Nederland aandacht besteed aan dit concept bij onder andere NRC, VPRO Tegenlicht, Nieuwsuur, Omroep Fryslan, Humberto Op Zondag.

## Boeken
- Stem van de Noordzee (2020). Laura Burgers, Eva Meijer, Evanne Nowak[24]
- Compendium rechten voor natuur, case studies uit zes continenten (2022), Laura Burgers en Jessica den Outer [25] [26].
- Rechten voor de Natuur, Jessica den Outer[27]
- Oefeningen voor een Waterige Politiek (2023), Ambassade van de Noordzee [28]